# Reticulación
La reticulación es una reacción química presente en la química de los polímeros.

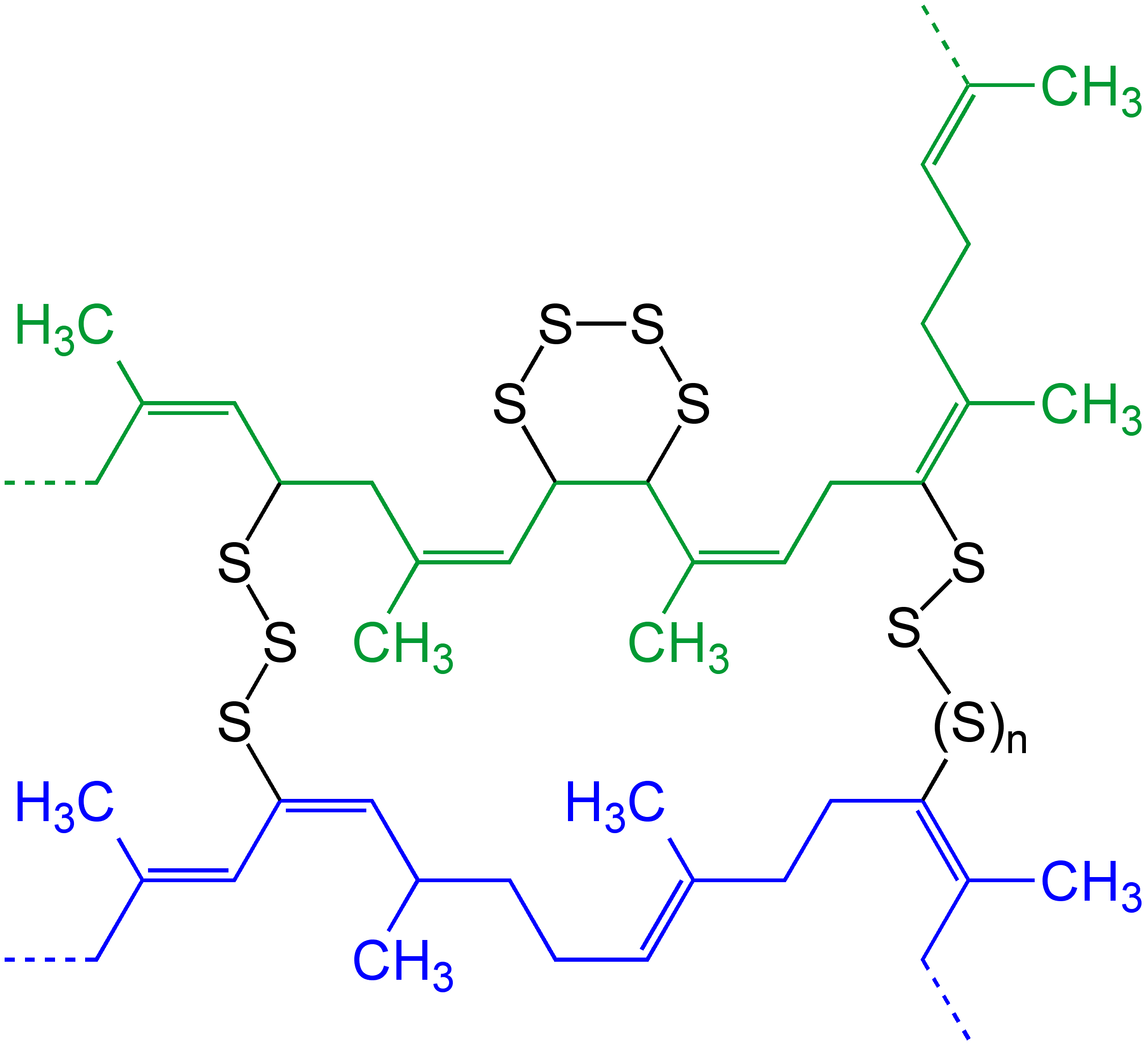
Vulcanización

La reticulación, de igual manera que la vulcanización o el curado, implica la formación de una red tridimensional formada por la unión de las diferentes cadenas poliméricas homogéneas.
Existen diferentes tipos de reticulación, que se pueden lograr con un solo polímero o dos o más polímeros que reaccionan para formar una unidad.
Después de la reticulación las moléculas adquieren mayor rigidez, ya que los movimientos de relajación se encuentran impedidos. En el caso de los elastómeros esto ayuda a que las propiedades de resiliencia incrementen.

## Tipos de redes

### Red interpenetrada
Se forma con un polímero, el cual es tratado con un monómero (diferente al monómero del primer polímero), el polímero se hincha por la acción del monómero que actúa como un solvente, después se hace reaccionar el monómero en una reacción de polimerización, las moléculas se van añadiendo unas a otras y forman cadenas largas de polímero "enredadas" entre el polímero original.

### Redes no interpenetradas
Se pueden hacer reaccionar grupos funcionales de diferentes capas de polímeros diferentes o iguales, uniendo las mismas y resultando en una red tridimensional.
- Datos: Q898597